# Kunta Kinte
Kunta Kinte (znany także jako Toby Waller) – główny bohater powieści Korzenie – Saga amerykańskiej rodziny Alexa Haleya oraz telewizyjnego serialu „Korzenie”. Kunta Kinte był członkiem szczepu Mandinka, pochodzącego z Gambii. Kunta został złapany w swojej ojczyźnie i przewieziony do Annapolis. Został niewolnikiem i pracował na farmie w Wirginii.
Aktorzy grający Kunta Kintę :
- LeVar Burton
- John Amos
- Malachi Kirby